# Loma Linda (Missouri)
Pour les articles homonymes, voir Loma Linda (homonymie).
Loma Linda est une ville du comté de Newton, dans le Missouri, aux États-Unis,. Située au nord-ouest du comté, elle est incorporée en 1995.

## Démographie
Lors du recensement de 2010, le village comptait une population de 725 habitants. Elle est estimée, en 2016, à 786 habitants.

### Source de la traduction
- (en) Cet article est partiellement ou en totalité issu de l’article de Wikipédia en anglais intitulé « Loma Linda, Missouri » (voir la liste des auteurs).